# Trevor Barry
Trevor Barry (né le 14 juin 1983) est un athlète bahaméen, spécialiste du saut en hauteur.

## Carrière
Son meilleur saut a été réalisé le 22 juillet 2009 à Nové Město, avec 2,28 m. Il bat cette mesure pour remporter l'argent aux Jeux du Commonwealth à New Delhi, marque qu'il égale ensuite l'année suivante en 2,29 m à Freeport le 25 juin 2011.
Trevor Barry remporte les Championnats d'Amérique centrale et des Caraïbes 2011 (2,28 m) après avoir terminé deuxième lors de l'édition 2008. Qualifié pour la finale des Championnats du monde de Daegu, le Bahaméen parvient à monter sur la troisième marche du podium en franchissant la hauteur de 2,32 m à son premier essai. Il s'incline finalement face à l'Américain Jesse Williams et au Russe Aleksey Dmitrik (2,35 m). 
Après cette médaille et ce record personnel, il franchit 2,31 m à deux reprises en 2012 (New York et Rome), pour ensuite plafonner à 2,25 m en 2013 et 2014.
Ce n'est que lors des qualifications des championnats du monde 2015 à Pékin qu'il franchit 2,29 m au 1er essai et se qualifie pour la finale où il termine à 10e place (2,25 m). Cette mesure lui donne aussi le minima olympique pour 2016.
En 2016, il franchit 2,25 m à Baie-Mahault et Nassau. Aux Jeux olympiques de Rio de Janeiro, il réalise 2,29 m en qualifications, son meilleur saut de l'année, et se qualifie pour sa première finale olympique. Il y termine 11e avec 2,25 m.
Absent des pistes en 2017, il fait son retour en 2018 avec 2,20 m et établit le 22 août à Chorzów sa meilleure performance de la saison avec 2,27 m.

## Palmarès
| Date | Compétition                              | Lieu                 | Résultat | Marque  |
| ---- | ---------------------------------------- | -------------------- | -------- | ------- |
| 2006 | Jeux d'Amérique centrale et des Caraïbes | Carthagène des Indes | 2e       | 2,16 m  |
| 2008 | Championnats d'Am. cent. et des Caraïbes | Cali                 | 2e       | 2,25 m  |
| 2009 | Championnats d'Am. cent. et des Caraïbes | La Havane            | 4e       | 2,13 m  |
| 2009 | Championnats du monde                    | Berlin               | qual.    | 2,24 m  |
| 2010 | Championnats du monde en salle           | Doha                 | qual.    | 2,23 m  |
| 2010 | Jeux d'Amérique centrale et des Caraïbes | Mayagüez             | 2e       | 2,28 m  |
| 2010 | Jeux du Commonwealth                     | New Delhi            | 2e       | 2,29 m  |
| 2011 | Championnats d'Am. cent. et des Caraïbes | Mayagüez             | 1er      | 2,28 m  |
| 2011 | Championnats du monde                    | Daegu                | 3e       | 2,32 m  |
| 2011 | Ligue de diamant                         | Ligue de diamant     | 9e       | détails |
| 2012 | Championnats du monde en salle           | Istanbul             | 8e       | 2,31 m  |
| 2012 | Jeux olympiques                          | Londres              | qual.    | 2,21 m  |
| 2015 | Championnats NACAC                       | San José             | 2e       | 2,20 m  |
| 2015 | Championnats du monde                    | Pékin                | 10e      | 2,25 m  |
| 2016 | Jeux olympiques                          | Rio de Janeiro       | 11e      | 2,25 m  |

## Records
| Épreuve         | Épreuve   | Performance | Lieu     | Date               |
| --------------- | --------- | ----------- | -------- | ------------------ |
| Saut en hauteur | Plein air | 2,32 m      | Daegu    | 1er septembre 2011 |
| Saut en hauteur | Salle     | 2,31 m      | Istanbul | 11 mars 2012       |